# Кшижовиці (Бжезький повіт)
Кшижовиці (пол. Krzyżowice) — село в Польщі, у гміні Ольшанка Бжезького повіту Опольського воєводства.
Населення — 556 осіб (2011).

## Демографія
Демографічна структура станом на 31 березня 2011 року:
|          | Загалом | Допрацездатний вік | Працездатний вік | Постпрацездатний вік |
| -------- | ------- | ------------------ | ---------------- | -------------------- |
| Чоловіки | 288     | 43                 | 220              | 25                   |
| Жінки    | 268     | 43                 | 155              | 70                   |
| Разом    | 556     | 86                 | 375              | 95                   |